# Накавик
Накавик (англ. Nackawic) — город в графстве Йорк провинции Нью-Брансуик (Канада). Расположен на восточном берегу реки Сент-Джон, в 65 км к западу от города Фредериктон.

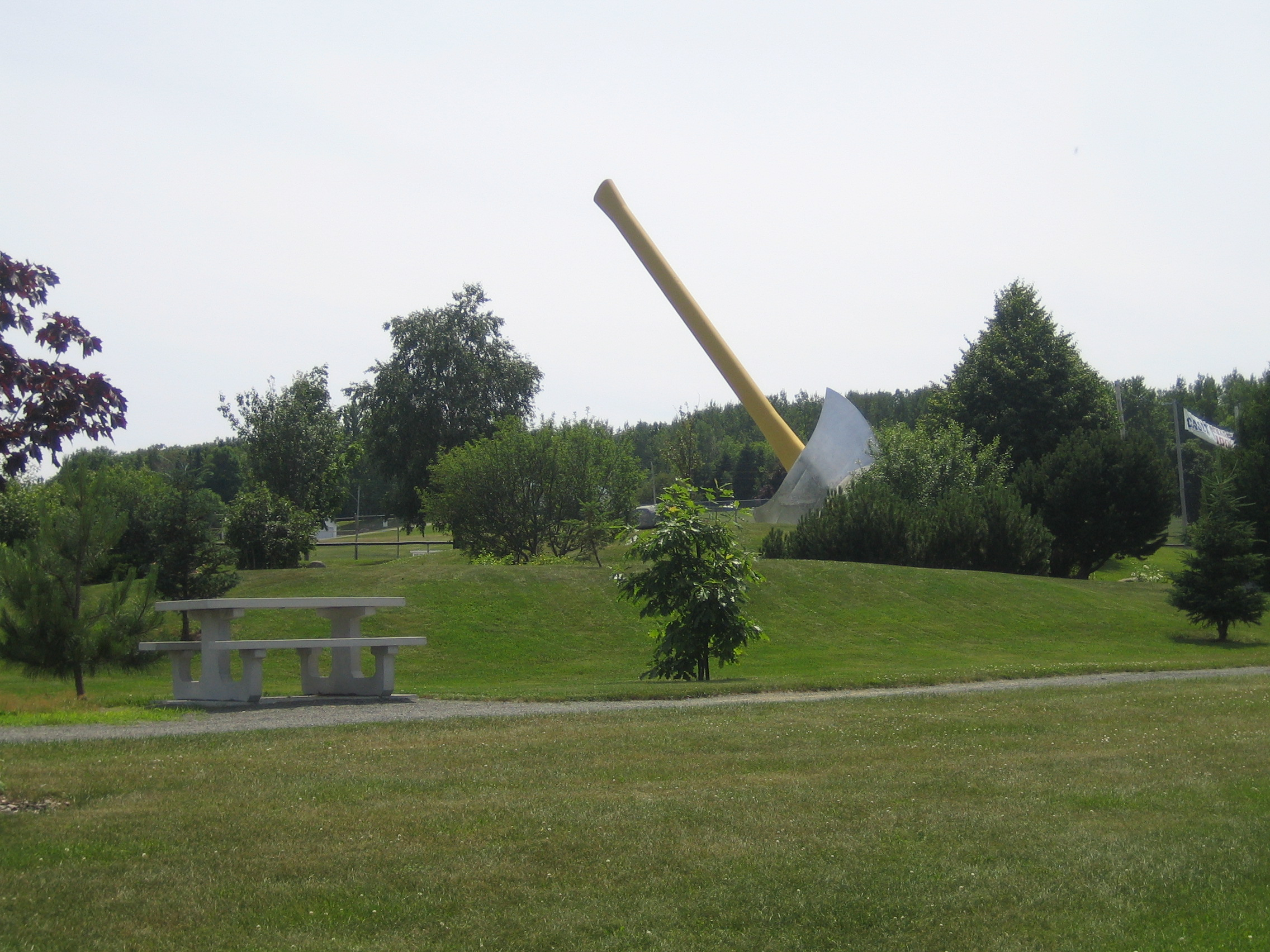

Заселение этих мест началось в 1784 году, когда здесь были выделены земли для семей американских колонистов, которые сражались на стороне Великобритании во время войны за независимость США и были вынуждены покинуть родные места после поражения. Бурный рост поселения начался в 1960-х годах в связи со строительством Мактакуакской плотины. В 1976 году поселение получило статус города.
В 1991 году Накавик был объявлен столицей лесной и деревообрабатывающей промышленности Канады. По этому случаю в парке на берегу реки Сент-Джон был установлен крупнейший в мире топор, символизирующий важность промысла и ставший достопримечательностью города.